# 朱尔·瓦尔顿
朱尔·瓦尔顿（法語：Jules Valton，1867年5月11日—1941年8月6日），法国男子帆船运动员。他曾代表法国参加1900年夏季奥林匹克运动会帆船比赛，获得一枚银牌和一枚铜牌。他于1941年在巴黎去世。

## 其他内容
- (PDF). Imprimerie Nationale. 1901  [2014-02-08]. （原始内容 (PDF)存档于28 May 2008） （French）.